# René Aigrain
Pour les articles homonymes, voir Aigrain.
René Aigrain connu en tant qu'abbé Aigrain ou comme chanoine Aigrain est un prêtre, professeur et historien français né le 3 mars 1886 à Poitiers et mort le 23 mars 1957 dans la même ville. 

## Biographie
René Fernand Aigrain naît à Poitiers en 1886 dans une famille modeste. Il étudie au petit séminaire de Montmorillon et est ordonné prêtre à Poitiers en octobre 1909, avant de se rendre à Rome. Il rentre à Poitiers pour devenir professeur d'apologétique au collège Saint-Stanislas en 1910-1911 mais devient finalement maître de la chapelle Sainte-Radegonde (1911-1923). 
Il développe rapidement une appétence pour l'histoire médiévale et écrit sur l'hagiographie, l'épigraphie la martyrologie et l'archéologie chrétienne. En tant que bon organiste, il fut aussi spécialiste de la musique chrétienne. Il apporte un vrai renouveau dans l'hagiographie.
En 1911, il est élu membre de la Société poitevine des Antiquaires de l'Ouest. En 1919, il est correspond national de la Société des Antiquaires de France. Il est correspondant du ministère de l'Instruction publique. En 1920, il est licencié ès lettres et de 1923 à 1945, il est professeur d'histoire du Moyen Âge à l'université catholique d’Angers. Il publie de nombreux ouvrages d'histoire religieuse et quelques articles, contribuant aussi à la Revue d'Histoire de l'Eglise de France et à la Revue du Clergé Français (1917-1920). Il est aussi critique littéraire et musical pour le Journal de l'Ouest et du Centre sous les pseudonymes de J. J. Popinot et Sylvain Pons. Il est membre du syndicat des journalistes français et membre de la Société d'Histoire de la France. En 1934, il est fait chanoine honoraire de Poitiers.
Il est fait officier d'académie en 1927, officier de l'instruction publique en 1932 et chevalier de la Légion d'honneur en tant qu'homme de lettres en 1948. En 1954, il reçoit la médaille d'or au concours des antiquités nationales.
Il meurt malade en 1957.
L'abbé Aigrain joua un rôle important dans l'éducation de Michel Foucault en lui fournissant des livres comme aux autres étudiants intéressés.

## Distinctions
- Officier d'académie (1927)
- Officier de l'Instruction publique (1932)
- Chevalier de la Légion d'honneur (1948)

## Œuvres
- Vie de sainte Radegonde, Bloud, 1910
- Quatre-vingt neufs lettres de saint Isidore, Paris, Picard, 1911
- Manuel d'épigraphie chrétienne, Bloud, 1912
- Synchronismes de la théologie catholique, 1913
- Dictionnaire d'histoire et de géographie ecclésiastique (direction), 1919
- Pour qu'on lise les pères, 1922
- Ecclesia, 1927 (Médaille d’honneur de l'Académie française[9] en 1928)
- Les plus belles pages de saint Bernard, 1929
- La Musique religieuse, 1929
- Le Christ, 1930
- Les Universités catholiques, Paris, 1935[10]
- Histoire de l'Apologétique, 1937
- Saint Pierre, 1938
- La Musicologie byzantine, 1941
- Archéologie chrétienne, 1941